# Do You Feel My Love

Do You Feel My Love est une chanson écrite, composée et interprétée par Eddy Grant. Paru en single en 1980, puis sur l'album Can't Get Enough l'année suivante, elle rencontre un succès au Royaume-Uni, où il se classa en huitième position dans les charts et est certifié disque d'argent.

## Description
Do You Feel My Love devient également un tube aux Pays-Bas et surtout en Nouvelle-Zélande, où il parvient à atteindre la troisième place du hit-parade. En France, le single s'est vendu à plus de 200 000 exemplaires.